# Новолебедевка
Новолебедевка — деревня в Искитимском районе Новосибирской области. Входит в состав Шибковского сельсовета.

## География
Площадь деревни — 68 гектар.

## Население
| 2002 | 2007 | 2010 |
| ---- | ---- | ---- |
| 217  | ↗261 | ↘172 |

## Инфраструктура
В деревне, по данным на 2007 год, функционируют 1 учреждение здравоохранения и 1 учреждение образования.